# Pitcairnia ctenophylla
Pitcairnia ctenophylla är en gräsväxtart som beskrevs av Lyman Bradford Smith. Pitcairnia ctenophylla ingår i släktet Pitcairnia och familjen Bromeliaceae. Inga underarter finns listade i Catalogue of Life.